# Pedevallei
De Pedevallei is een deel van het Pajottenland.  Ze wordt gevormd door de Neerpedebeek, die ook haar naam geeft aan de plaatsen Sint-Gertrudis-Pede, Sint-Anna-Pede en Neerpede. Deze zijn gekend door de schilderijen van Pieter Brueghel de Oude.
Op de spoorlijn Brussel-Gent overspant een viaduct (zeventien bruggen, 520m lang, 28m hoog) de Pedevallei; het werd gebouwd in 1929. 